# 瞿文明
瞿文明，中华人民共和国政治人物、外交官。
1995年，担任中华人民共和国驻塞拉利昂大使。2000年，接替王建立，担任中华人民共和国驻文莱大使。2002年，由魏苇接任。